# Каратауский ванадиевый бассейн
Каратауский ванадиевый бассейн (каз. Қаратау ванадийлі алабы) — группа месторождений ванадия, расположенная на территории Туркестанской и Кызылординской областей Казахстана, в северо-западной части Каратауского хребта.

## Описание
Восточную границу Каратауского ванадиевого бассейна образует река Аксумбе, северо-западную — возвышенность Кос-Шокы, северо-восточную — предгорья хребта Каратау, юго-западную — исток реки Баласаускандык и притоки рек Аксумбе и Базар-Сай.
Руды бассейна сформировались в кремний-ванадиевой формации кембрийского геологического периода. Складчатость ванадиевых горизонтов, имеющих устойчивую толщину, и их подверженность различным метаморфным изменениям указывают на то, что ванадиевые месторождения образовались в одно время с осадочными горными породам. В слое ванадиевой руды, растянувшемся на 100 км, расположены крупные месторождения Баласаускандык (Бала-Саускандык) и Корамсак (Курумсак), а также мелкие месторождения Талдык, Верхний Ран, Косколь-Жанжек.
Месторождение Баласаускандык, в отличие от основной части рудного бассейна, расположено в Чиилийском районе Кызылординской области (в 15 км. к востоку от села Аксумбе). Месторождение составлено ванадиевыми связками, различающимися по глубине и масштабности. Благодаря поочерёдному расположению синклинальных и антиклинальных слоёв ванадиевые связки по крыльям слоя выходят на поверхность земли 14 раз. Крылья слоёв — резко наклонные: к юго-западу на 50—85°, к северо-востоку на 80—81°. Занимаемая площадь отличается обилием развитых трещин.
Корамсакское месторождение является прямым юго-восточным продолжением Баласаускандыкского. Его территория также характеризуется трещинами. Корамсак приурочен к пяти сильно изрезанным синклиналям, разделённым антиклинальными слоями. Слои растянуты в северо-западном направлении. Крылья имеют наклон в 70—80°. В свите нижнего кембрия, состоящего из кремниевых, угольно-кремниевых, глинисто-угольно-кремниевых, глинисто-серицитных каменных плит, отмечается большое содержание ванадия. Месторождение составлено горизонтальными связками ванадиевой руды толщиной 0,2 — 3 м и небольшими слоямии.
В начальных рудах содержится антраксолит, роскоэлит, сульванит, в заржавевших рудах — фольбортит (узбекит), хьюэттит, коловратит, корамсакит. Содержание оксида ванадия(V) в руде — около 0,96—1,0 %. В качестве примесей присутствуют медь (0,03 %), свинец (0,001 %), цинк (0,5 %), серебро, молибден, никель, кобальт и другие элементы, в том числе редкоземельные, приуроченные к фосфоритовым включениям.
По сведениям Кызылординского областного управления индустриально-инновационного развития, месторождение Баласаускандык содержит 65 % запасов ванадия в Казахстане и входит в пятёрку крупнейших месторождений ванадия в мире.

## Разведка и эксплуатация
Предположение о существовании Каратауского ванадиевого бассейна возникло после обнаружения ванадия на территории выработанного свинцового рудника Сулеймансай (современный Таласский район Жамбылской области) в середине 1920-х годов.
Первым открытым месторождением в составе бассейна стал Баласаускандык, где в 1940 году был обнаружен ванадий. В 1941 году были впервые проведены широкомасштабные оценочные работы. Более детальные исследования проводились в 1943—1951 годах. В их числе — работы по оценке содержания урана, показавшие недостаточное его количество для целенаправленной добычи.
Долгое время ванадиевые месторождения Каратауского бассейна числились как забалансовые. Однако с 2008 года ТОО «Фирма „Балауса“», обслуживающее месторождение Баласаускандык, приступило к работам по опытному выщелачиванию ванадиевой руды с целью получения метаванадата аммония. В настоящее время предприятие «Балауса» принадлежит компании Ferro-Alloy Resources, зарегистрированной на острове Гернси.
Каратауский ванадий экспортируется в Таиланд, США, Тайвань, Россию и другие страны